# The Tornados
The Tornados foi um conjunto instrumental britânico da década de 1960 que atuou como banda de apoio para muitas das gravações realizadas pelo produtor Joe Meek. Obtiveram também vários êxitos próprios, incluindo um hit número um com o single "Telstar", que chegou ao topo das paradas musicais em seu país natal e nos Estados Unidos.
Problemas de copyright em relação a "Telstar", e contratuais que os restringiam como banda de apoio do cantor Billy Fury, impediram no entanto o The Tornados de lucrar com o single ou excursionar por conta própria, e o grupo dissolveu-se em 1967 sem conseguir aproveitar os frutos de seus primeiros sucessos. Em 1975, quatro dos cinco integrantes originais tentaram um retorno como The Original Tornados. Mal-sucedidos, separaram-se no mesmo ano.
Os Tornados são conhecidos por terem antecipado a sonoridade tecnopop pela ênfase no uso de órgão eletrônico, duas décadas antes.
O guitarrista da banda, George Bellamy, é pai do cantor e guitarrista do Muse, Matt Bellamy.

## Discografia

### Singles
- 1962 "Love and Fury" (Meek) / "Popeye Twist" (Cattini) (Decca F11449)
- 1962 "Telstar" (Meek) / "Jungle Fever" (Goddard) (Decca F11494)
- 1963 "Globetrotter" (Meek) / "Locomotion With Me" (Decca F11562)
- 1963 "Robot" (Meek) / "Life On Venus" (Meek) (Decca F11606)
- 1963 "The Ice Cream Man" (Meek) / "Scales Of Justice (Theme)" (Decca F11662)
- 1964 "Dragonfly" / "Hymn For Teenagers" (Meek) (Decca F11745)
- 1964 "Joystick" (Meek) / "Hot Pot" (Meek) (Decca F11838)
- 1964 "Monte Carlo" / "Blue Blue Beat" (Irwin) (Decca F11889)
- 1964 "Exodus" / "Blackpool Rock" (Cattini) (Decca F11946)
- 1965 "Granada" / "Ragunboneman" (Meek) (Columbia DB7455)
- 1965 "Early Bird" (Meek) / "Stomping Thru The Rye" (Columbia DB7589)
- 1965 "Stingray" (Gray) / "Aqua Marina" (Gray) (Columbia DB 7687)
- 1966 "Pop-Art Goes Mozart" (Mozart arr. Meek) / "Too Much In Love To Hear" (Gale; Holder) (Columbia DB7856)
- 1966 "Is That A Ship I Hear" (Meek) / "Do You Come Here Often?" (Columbia DB7894)
- 1975 "Telstar" / "Red Rocket" (como Original Tornados, SRT)

### EPs
- 1962 The Sounds of The Tornados (Decca DFE 8510)

1. "Ridin The Wind"
2. "Earthy"
3. "Dreamin On A Cloud"
4. "Red Roses And A Sky Of Blue"

- 1962 Telstar (Decca DFE 8511)

1. "Love and Fury"
2. "Popeye Twist"
3. "Telstar"
4. "Jungle Fever"

- 1962 More Sounds from The Tornados (Decca DFE 8521)

1. "Chasing Moonbeams"
2. "Theme from A Summer Place"
3. "Swinging Beefeater"
4. "The Breeze And I"

- 1963 Tornado Rock (Decca DFE 8533)

1. "Ready Teddy"
2. "My Babe"
3. "Blue Moon of Kentucky"
4. "Long Tall Sally"

### Álbuns
- 1962 The Original Telstar: The Sounds of the Tornadoes (apenas nos Estados Unidos)

1. "Telstar"
2. "Red Roses and a Sky of Blue"
3. "Chasing Moonbeams"
4. "Earthy"
5. "Swinging Beefeater"
6. "Theme from a Summer Place"
7. "Love and Fury"
8. "Dreamin' on a Cloud"
9. "Ridin' the Wind"
10. "The Breeze and I"
11. "Jungle Fever"
12. "Popeye Twist"

- 1964 Away From It All (Decca LK4552)

1. "Indian Brave"
2. "Flycatcher"
3. "Lullaby For Guilla"
4. "Dreams Do Come True"
5. "Costa Monger"
6. "Lonely Paradise"
7. "Chattanooga Choo Choo"
8. "Rip It Up" (vocal)
9. "Cootenanny"
10. "Night Rider"
11. "Hymn For Teenagers"